# 파르바티 티루보투
파르바티 티루보투(힌디어: पार्वती थिरूवोथु, 영어: Parvathy Thiruvothu)는 인도의 배우이다.